# Sit vespertí
El sit vespertí (Pooecetes gramineus) és un ocell migratori de l'ordre Passeriformes i de la família Passerellidae. Nia al Canadà i els Estats Units i hiberna al sud de Mèxic. És l'única espècie del gènere Pooecetes.

## Descripció
El sit vespertí és un pardal gros, pàl·lid i amb ratlles marrons, amb les plomes exteriors de la cua blanques i cobertores alars menors de color vermellós.
Hi ha tres característiques pròpies del pardal vespertí. El primer és la presència d'un petit anell blanc que envolta els ulls. El segon és el flaix de plomes blanques de la cua vist durant el vol. El tercer és la presència d'un pegat de color castany a l'espatlla. Tanmateix, això normalment no és visible per a un observador.
Una altra característica destacable és que alguns individus, especialment a l'oest de les Cascades, tendeixen a tenir una tonalitat més rosada. Tampoc tenen una línia d'ulls tant marcada com la que es troba en altres zones.
Mesura entre 13 i 16 cm de longitud, pesa entre 20 i 28 g i té una envergadura de 24 cm.
Les arrels llatines i gregues del nom científic es refereixen als seus hàbitats dominats per l'herba (Pooecetes que significa "habitant de l'herba" i gramineus que significa "aficionat a l'herba").

## Hàbitat
Espècie terrestre, prefereix els camps d'herba seca, amb pocs arbustos o estructura similar i es troba en hàbitats oberts, com ara camps abandonats, arbustos, pastures i camps de cultiu. En moltes zones l'espècie respon ràpidament als canvis d'hàbitat; sovint és la primera espècie que ocupa les mines recuperades i abandonarà els antics camps de granja quan tornin al bosc.
A distribució oriental, era present però probablement rar abans de l'assentament europeu; cap al 1900, però, l'espècie es considerava comuna a tota aquesta zona i una de les espècies característiques on s'havien talat boscos. Avui en dia a l'est, està experimentant un declivi dramàtic, ja que les terres de conreu abandonades es converteixen en boscos. Al mig oest, actualment depèn dels cultius en filera i de les terres no conreades adjacents, mentre que, a l'oest, continua sent comú a les estepes arbustives i les terres de pastura obertes.

## Comportament
El sit vespertí tendeix a estar més aterrat a la zona dels arbustos, sovint prenent banys de pols i saltant. El festeig implica que el mascle corre amb les ales alçades i de tant en tant salta per cantar. Aquests ocells s'alimenten a terra, menjant principalment insectes i llavors. Fora de l'època de nidificació sovint s'alimenten en petits estols.

### Nidificació
Tenen nius solts en forma de copa a terra. Les femelles ponen de 3 a 5 ous durant el mes de maig, s'incuben durant unes 2 setmanes i les cries els surten les plomes en una setmana. Una parella cria dos polls per temporada. La cria sol produir-se en zones arbustives obertes d'Amèrica del Nord.

### Migració
Migren cap a l'est dels Estats Units, el centre dels Estats Units, Mèxic i la costa del Golf. Emigren a les regions esmentades al voltant de setembre, amb l'inici de la tardor, i tornen durant el març quan la primavera arriba al nord.

## Taxonomia
Es reconeixen tres subespècies:
- P. g. gramineus (Gmelin, 1789) la subespècie nominal, sud-est de Canada a l'est d'USA.
- P. g. confinis (Baird, 1858) sud-oest de Canada i centre-oest d'USA.
- P. g. affinis (Miller, 1888) nord-oest d'USA.